# Chachapoyas
Chachapoyas (Stanko Vráz uvádí i počeštěnou variantu Čačapojas) je město v severním Peru, sídlo stejnojmenné provincie a regionu Amazonas. Město se nachází na vyvýšenině náležící k východnímu hřebenu And v nadmořské výsce kolem 2300 m n. m., 5 km východně od údolí řeky Utcubamba a asi 650 km severně od Limy. Chachapoyas obývá přibližně 32 tisíc obyvatel.
Ve městě panuje horské tropické klima – vlhké, ale spíše chladné. Název města je odvozen od kmene Čačapojů, kteří v předinckém období obývali oblast v severním Peru. Chachapoyas bylo založeno jako San Juan de la Frontera de los Chachapoyas v roce 1538 conquistadorem Alonsem de Alvarado (1500–1556).
Ve městě se nachází hlavní náměstí Plaza de Armas s katedrálou, v okolí lze nalézt významné archeologické památky Kuélap a Karajía. Spojení s ostatními městy zajišťuje místní letiště Chachapoyas, dále jsou zde provozovány autobusové linky mj. do Chiclaya, Tarapota, Moyobamby, Trujilla, Cajamarcy či Limy.